# Porrhomma ocella
Porrhomma ocella là một loài nhện trong họ Linyphiidae.
Loài này thuộc chi Porrhomma. Porrhomma ocella được Ralph Vary Chamberlin & Wilton Ivie miêu tả năm 1943.